# カルロス・クエスタ
カルロス・エセオモ・クエスタ・フィゲロア（Carlos Eccehomo Cuesta Figueroa , 1999年3月9日 - ）は、コロンビア・チョコ県キブド出身のプロサッカー選手。スュペル・リグのガラタサライに所属している。ポジションはDF。

## 来歴
2016年にアトレティコ・ナシオナルでプロデビュー。2017年シーズンは国内リーグで30試合に出場し、主力選手に成長。
2019年7月5日、KRCヘンクと2024年までの5年契約を締結したことが発表された。
2025年2月6日、ガラタサライに移籍した。

## 代表経歴
2015年から、各ユース世代のコロンビア代表に招集され、南米U-17選手権や南米ユース選手権などにも出場している。